# Entente

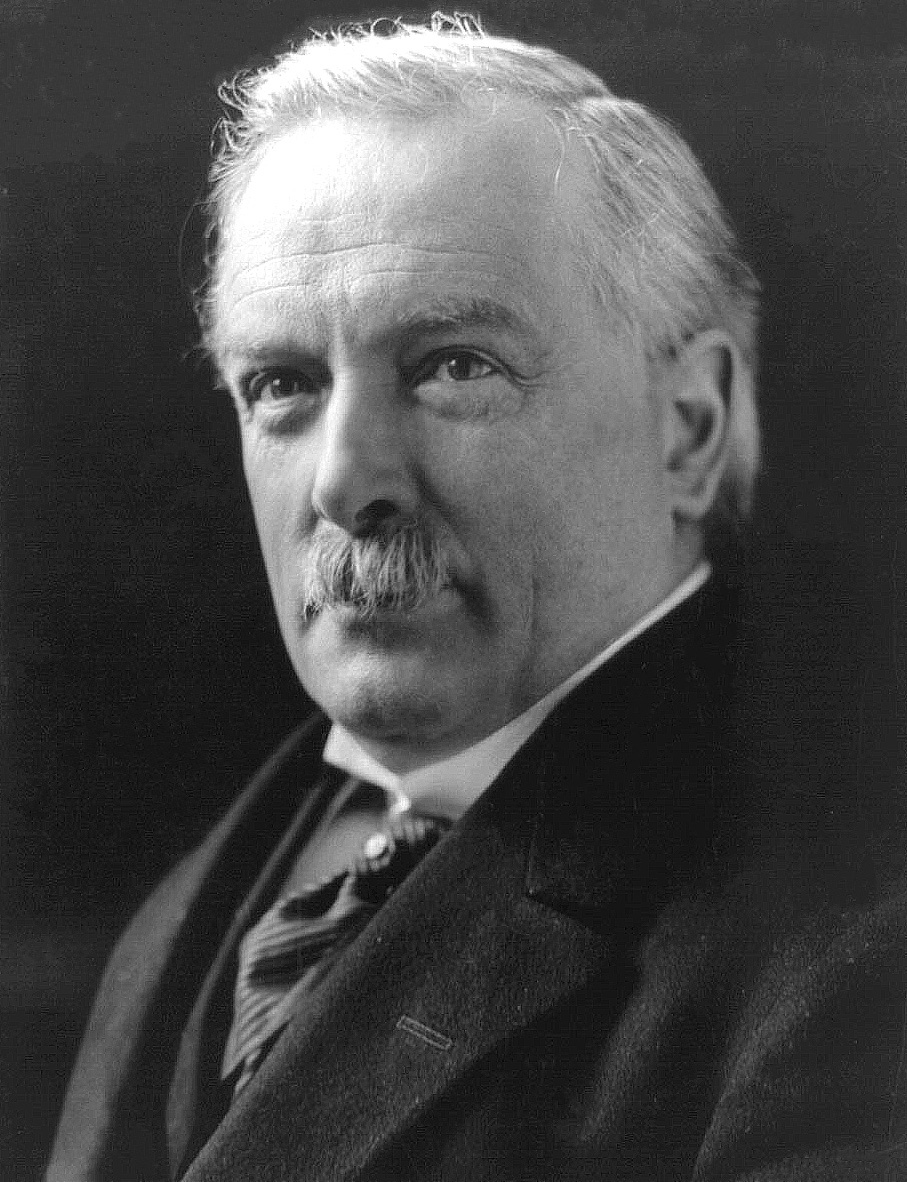
Thủ tướng Anh David Lloyd George (1916-1928)

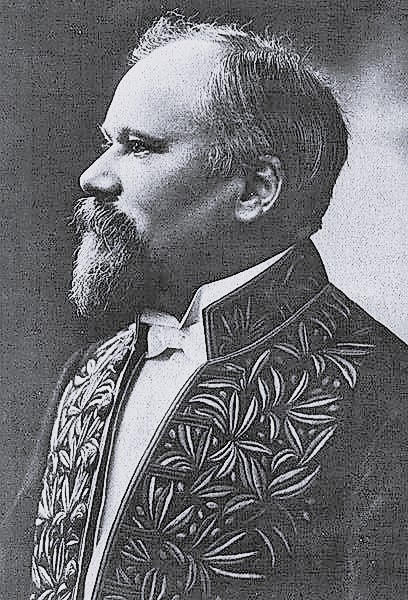
Tổng thống Pháp Raimond Poincare (1913-1920)

cờ Anh-Pháp (entente)

Entente (tiếng Pháp, có nghĩa "đồng minh", "đồng ý") còn gọi là phe Hiệp ước hay phe Đồng minh đánh dấu bản hiệp ước được ký kết
- giữa Anh và Pháp vào ngày 8 tháng 4 năm 1904 với tên Entente cordiale (hay "Đồng minh hữu nghị") về các vấn đề thuộc địa.
- giữa Anh và Nga vào ngày 31 tháng 8 năm 1907 để mở rộng quyền lợi của họ.
- thông thường, Entente được hiểu là Triple entente (Tam quốc Đồng minh). Nhóm Triple entente này tạo ra đối trọng chính chống lại nhóm Liên minh Trung tâm (Central Powers) trong Chiến tranh thế giới thứ nhất. (Trong Cách mạng tháng Mười ở Nga nhóm Đồng minh ba bên đã ủng hộ Bạch quân Nga).
- Vào năm 1920 một nhóm đồng minh nhỏ (Little Entente) giữa Tiệp Khắc, Nam Tư và România đã hình thành vì đòi hỏi của Pháp và Ba Lan.
- Vào năm 1934 ba nước cộng hòa vùng Baltic Estonia, Latvia và Litva đã ký một hiệp định bảo vệ lẫn nhau trong quân sự và đối ngoại, cũng được gọi là Đồng minh Baltic (Baltic Entente).

## Sự hình thành
Vào năm 1890 Wilhelm II, người bước vào quyền lực lúc này ở Đức, đã lật lên bản hợp đồng bảo vệ lưng, cái đã được ký kết năm 1887 với Nga bởi Bismarck, và từ bỏ nó khi trở thành thủ tướng Đế quốc Đức. Vì sợ hãi trước một cuộc chiến khả thi với Đế quốc Đức, Nga đã bước vào nhóm liên minh quân sự với Pháp. Hiệp ước giữa Nga và Pháp được ký vào ngày 17 tháng 8 năm 1894.
Trong khi đó, Anh và Pháp đã xích mích từ lâu trong những cuộc tranh cãi thuộc địa từ chủ nghĩa đế quốc (Pháp đòi hỏi một liên minh Đông-Tây, Anh quốc thì một liên minh Bắc-Nam). Họ thống nhất với nhau vào ngày 8 tháng 4 năm 1904 trên một sự phân chia ranh giới của khu vực quan tâm: Bắc Phi, Trung Phi, Tây Phi, Newfoundland, Xiêm và kênh Suez và đưa vào những tranh cãi của họ. Từ đó nhóm đồng minh giữa Pháp và Anh (hay Entente cordial) đã được hình thành.
1907 Anh và Nga đã tìm thấy sự cân bằng ở Viễn Đông (bao gồm Ba Tư, Tây Tạng và Afghanistan) và cùng ký một hiệp ước tham gia vào nhóm đồng minh vào ngày 31 tháng 8 năm 1907 tại Sankt-Peterburg.
Từ các hiệp ước đó, một đồng minh ba bên (hay Triple entente) bao gồm Anh, Pháp và Nga đã hình thành.

## Những hiệp định cơ bản
- 1891 - 93: Nhóm Nga-Pháp
- 1904: Hiệp ước Anh-Pháp
- 1907: Hiệp ước Nga-Anh

## Đồng minh và với quyền lực liên minh của họ

### Đồng minh
- Đế quốc Pháp
- Đế quốc Anh
- Đế quốc Nga (cuối 1901 đến tháng 11 năm 1917)
- Ý(từ giữa 1915)
- Đế quốc Nhật Bản (tháng 8 năm 1914)
- Hoa Kỳ (1917)

### Các thế lực đồng minh
- Bỉ (bao gồm cả các thuộc địa của Bỉ)
- Vương quốc Montenegro
- Vương quốc Serbia
- Khối liên hiệp Anh
  -  Úc
  -  Ấn Độ
  -  Canada
  -  Newfoundland
  -  New Zealand
  -  Nam Phi
- Bồ Đào Nha (Tháng 3 1916) (bao gồm cả các thuộc địa của Bồ Đào Nha)
- Vương quốc Romania (Tháng 8 1916- Tháng 5 1918)
- Hy Lạp

Các quốc gia có tham gia hoạt động quân sự:
- Albania
- Brasil (Tháng 10 1917)
- Armenia (Tháng 5 1918)
- Tiệp Khắc - Quân đoàn Tiệp Khắc
- Phần Lan (Tháng 10 1918)
- Nepal
- Xiêm
- San Marino (Tháng 6 1915)

Các quốc gia có tuyên chiến nhưng không tham gia hoạt động quân sự:
- Andorra
- Bolivia (Tháng 4 1917)
- China (Tháng 8 1917)
- Costa Rica (Tháng 5 1918)
- Cuba (Tháng 4 1917)
- Ecuador (Tháng 12 1917)
- Guatemala (Tháng 4 1918)
- Liberia (Tháng 8 1917)
- Haiti (Tháng 7 1918)
- Honduras (Tháng 7 1918)
- Nicaragua (Tháng 5 1918)
- Panama (Tháng 12 1917)
- Peru (Tháng 10 1917)
- Uruguay

## Các nhà lãnh đạo và chỉ huy quân sự của Entente
Đế quốc Nga
- Nikolai II — hoàng đế Nga (thoái vị ngày 15 tháng 3 1917)
- Công tước Nicholas Nikolaevich - Tổng tư lệnh quân đội (1 tháng 8 năm 1914 – 5 tháng 9 năm 1916)
- Alexander Samsonov - Chỉ huy trưởng tập đoàn quân số 2 tấn công vào Đông Phổ (1 tháng 8 năm 1914 – 29 tháng 8 năm 1914)
- Paul von Rennenkampf - Chỉ huy trưởng tập đoàn quân số 1 tấn công vào Đông Phổ (1 tháng 8 năm 1914 - Tháng 11 1914)
- Nikolai Ivanov - Chỉ huy trưởng phương diện quân Tây Nam (1 tháng 8 năm 1914 - Tháng 3 1916)
- Aleksei Brusilov - Chỉ huy trưởng phương diện quân Tây Nam, Tổng tư lệnh quân đội (Tháng 2 1917 - Tháng 8 1917)
- Lavr Georgievich Kornilov - Chỉ huy trưởng phương diện quân Tây Nam, Tổng tư lệnh quân đội (Tháng 8 1917)

 Pháp
- Raymond Poincaré - Tổng thống Pháp
- René Viviani - Thủ tướng Pháp (13 tháng 6 năm 1914 - 29 tháng 10 năm 1915)
- Aristide Briand - Thủ tướng Pháp (29 tháng 10 năm 1915 - 20 tháng 3 năm 1917)
- Alexandre Ribot - Thủ tướng Pháp (20 tháng 3 năm 1917 - 12 tháng 9 năm 1917)
- Paul Painlevé - Thủ tướng Pháp (12 tháng 9 năm 1917 - 16 tháng 11 năm 1917)
- Georges Clemenceau - Thủ tướng Pháp (từ 16 tháng 11 năm 1917)
- Joseph Joffre - Tổng tư lệnh quân đội Pháp (3 tháng 8 năm 1914 - 13 tháng 12 năm 1916)
- Robert Nivelle - Tổng tư lệnh quân đội Pháp (13 tháng 12 năm 1916 - Tháng 4 1917)
- Philippe Pétain - Tổng tư lệnh quân đội Pháp (Tháng 4 1917 - 26 tháng 3 năm 1918)
- Ferdinand Foch - Tổng tư lệnh quân đội Pháp, tổng tư lệnh các lực lượng Đồng minh (26 tháng 3 năm 1918 - 11 tháng 11 năm 1918)

 Vương quốc Anh
- George V - Vua Anh
- H. H. Asquith - Thủ tướng Anh (Cho đến 5 tháng 12 năm 1916)
- D. Lloyd George - Thủ tướng Anh (từ 7 tháng 12 năm 1916)
- Horatio Herbert Kitchener - Bộ trưởng chiến tranh (5 tháng 8 năm 1914 - 5 tháng 6 năm 1916)
- William Robertson - Tổng tư lệnh quân đội Hoàng gia Anh
- John French - Tổng tư lệnh lực lượng viễn chinh Anh (4 tháng 8- 15 tháng 12 năm 1915)
- Douglas Haig - Tổng tư lệnh lực lượng viễn chinh Anh (15 tháng 12 năm 1915 - 11 tháng 11 năm 1918)
- Jackie Fisher - Đô đốc hải quân hoàng gia Anh - (1914 - Tháng 5 1915)
- Henry Jackson - Đô đốc hải quân hoàng gia Anh - (Tháng 5 1915 - Tháng 11 1916)
- John Jellicoe - Đô đốc hải quân hoàng gia Anh (Tháng 11 1916 - Tháng 12 1917)

 Úc
- Billy Hughes - Thủ tướng Úc (1915 đến hết chiến tranh)
- John Monash - Tổng tư lệnh các lực lượng Úc tại mặt trận phía Tây

 Canada
- Robert Borden - Thủ tướng Canada (1914-1918)
- Julian Byng (Tháng 6 1916 - Tháng 6 1917) Tổng tư lệnh các lực lượng Canada

Arthur Currie - Tổng tư lệnh các lực lượng viễn chinh Canada
 Ấn Độ
- John Nixon - chỉ huy trưởng lực lượng Ấn Độ tại Trung Đông

 Nam Phi
- Louis Botha - Thủ tướng Nam Phi
- Jan Smuts - Chỉ huy trưởng lực lượng Nam Phi tại Tây Nam Phi và Đông Phi

 Serbia
- Peter I - Vua Serbia
- Vojvoda Radomir Putnik - Tổng tư lệnh quân đội Serbia
- Vojvoda Petar Bojović - Tổng tư lệnh quân đội Serbia
- Vojvoda Stepa Stepanović
- Vojvoda Živojin Mišić
- Janko Vukotić

 Bỉ
- Albert I - Vua Bỉ (23 tháng 12 năm 1909 - 17 tháng 2 năm 1934)

 Tiệp Khắc
- Milan Rastislav Stefanik

 Italy
- Victor Emmanuel III - Vua Ý
- Luigi Cadorna - tổng tư lệnh quân đội Ý
- Armando Diaz - Tổng tư lệnh quân đội Ý
- Luigi, Duke of Abruzzi - Tổng tư lệnh hạm đội Adriatic (1914 - 1917)

 Romania
- Ferdinand I - Vua Romania
- Constantin Prezan - Tổng tham mưu trưởng quân đội Romania
- Alexandru Averescu

 Hoa Kỳ
- Woodrow Wilson - Tổng thống Hoa Kỳ/Tổng tư lệnh quân đội Hoa Kỳ
- Newton D. Baker - Bộ trưởng chiến tranh
- John J. Pershing - Tổng tư lệnh lực lượng viễn chinh Hoa Kỳ

 Đế quốc Nhật Bản
- Thiên hoàng Đại Chính - Thiên hoàng Nhật Bản
- Ōkuma Shigenobu - Thủ tướng Nhật Bản (16 tháng 4 năm 1914 - 9 tháng 10 năm 1916)
- Terauchi Masatake - Thủ tướng Nhật Bản (9 tháng 10 năm 1916 - 29 tháng 9 năm 1918)